# Regular-Irregular
『Regular-Irregular』（レギュラーイレギュラー）は、2018年10月12日にDreamusから発売された韓国のアイドルグループNCT 127の1枚目のオリジナルアルバム。2018年11月27日にリパッケージアルバム『Regulate』（レギュレイト）が発売された。

## 概要
- タイトル曲「Regular」の韓国語版と英語版を含む11曲の収録曲で構成されている。
- ジョンウがNCT 127として参加した最初のアルバムである。
- 6番目のトラック「Interlude: Regular to Irregular」を境にして「現実」と「夢」の二つのパートに分かれている[4]。

## プロモーション
- 2018年9月27日、収録曲のうち「現実」をコンセプトにしている6曲のハイライトメドレー映像（レギュラーバージョン）を公開した[5]。
- 9月28日、収録曲のうち「夢の中の世界」をテーマにしている6曲のハイライトメドレー映像（イレギュラーバージョン）を公開した。
- 10月8日放送、米ABC『ジミー・キンメル・ライブ！（Jimmy Kimmel Live！）』に出演し、タイトル曲「Regular」を披露した[6]。米国の全国テレビ放送にNCT127が登場するのは初めてのことであった[6]。
- 10月9日、タイトル曲「Regular」の英語版のミュージックビデオを先行公開した[7]。
- 10月12日、タイトル曲「Regular」の韓国語版のミュージックビデオを公開した[7]。

## チャート成績
韓国ガオンチャート総合アルバムランキングで週間1位と月間1位を獲得した。
iTunes総合アルバムチャートでギリシャ、ポーランド、ルーマニア、ロシア、ハンガリー、ブルガリア、トルコ、チリ、ペルー、インド、インドネシア、コスタリカ、日本、シンガポール、香港、マレーシア、タイ、ベトナム、カザフスタン、ブルネイなどの世界22の国と地域で1位を獲得した。
米ビルボード200で86位にランクインし、K-POPボーイグループ歴代第2位の記録となった。またワールド・アルバム・チャートで2位を獲得した。タイトル曲「Regular」はワールド・デジタル・ソング・セールス・チャートで2位を記録した。

## 受賞・評価
- 第33回ゴールデンディスク賞 - 本賞（アルバム部門）
- 「The 18 Best K-pop B-sides Of 2018」（音楽専門チャンネルMTV） - 「Come Back」[12]

## 収録曲
1. 지금 우리（今 僕たち）(City 127) [3:20]
  - 作詞 ：제이큐(JQ)、TAEYONG、MARK、문서울
  - 作曲 ：Jonathan Yip、Jeremy Reeves、Ray Romulus、Ray McCullough、Micah Powell、Clarence Coffee Jr.、TAEYONG
  - 編曲 ：The Stereotypes
2. Regular (Korean Ver.) [3:38]
  - 作詞 ：쿠기 (Coogie)、Tommy $trate、TAEYONG、MARK
  - 作曲 ：Mike Daley、Mitchell Owens、Wilbart 'Vedo' McCoy III、George Kranz、유영진
  - 編曲 ：Mike Daley、Mitchell Owens

タイトル曲。人生で誰もが一度は考える、お金持ちになる夢について歌うラテントラップナンバー[13]。
3. Replay (PM 01:27) [3:40]
  - 作詞 ：방혜현
  - 作曲 ：LDN Noise、Varren Wade
  - 編曲 ：LDN Noise

幻想的なハウスダンスナンバー。2ndミニアルバム『Limitless』の収録曲「Back 2 U （AM 01:27）」の続編[4]。
4. Knock On [3:27]
  - 作詞 ：Zaya (153/Joombas))、김민지 (Jam Factory)
  - 作曲 ：MZMC、J. Roston
  - 編曲 ：MZMC、De-Capo Music Group
5. 나의 모든 순간（僕の全ての瞬間）(No Longer) [4:58]
  - 作詞 ：황현 (MonoTree)
  - 作曲 ：Andreas Oberg、Simon Petren、Gustav Karlstrom、Onestar (MonoTree)、에스나 (eSNa)
  - 編曲 ：Simon Petren

バラード曲。
6. Interlude: Regular to Irregular [3:11]
  - 作曲 ：Hitchhiker、김경민
  - 編曲 ：Hitchhiker

メンバーたちが自身のキャリアについて振り返る。このトラックより「夢」パートへと移行する[4]。
7. 내 Van（僕のVan）(My Van) [3:20]
  - 作詞 ：김동현、TAEYONG、MARK
  - 作曲 ：250、김동현
  - 編曲 ：250
8. 악몽（悪夢）(Come Back) [3:26]
  - 作詞 ：봉은영、류다솜、TAEYONG、MARK
  - 作曲 ：Mike Daley、Mitchell Owens、Michael Jiminez、DEEZ、MZMC、Tay Jasper
  - 編曲 ：Mike Daley

日本1stミニアルバム『Chain』に収録されている「Come Back」の韓国語版[4]。
9. 신기루（蜃気楼）(Fly Away With Me) [3:33]
  - 作詞 ：강은정、황유빈
  - 作曲 ：Jenna Andrews、Dillon Pace、Rory Wynne Andrew、Francesco Yates
  - 編曲 ：Dillon Pace
10. Regular (English Ver.) [3:40]
  - 作詞 ：Wilbart 'Vedo' McCoy III、TAEYONG、MARK
  - 作曲 ：Mike Daley、Mitchell Owens、Wilbart 'Vedo' McCoy III、George Kranz、유영진
  - 編曲 ：Mike Daley、Mitchell Owens
11. Run Back 2 U（ボーナストラック） [3:40]
  - 作詞 ：Double Dragon、김민석
  - 作曲 ：Donald Hazel Sales、Double Dragon
  - 編曲 ：Double Dragon

2015年に公開された、ダンスパフォーマンスビデオ「BASSBOT」のバックグラウンドミュージックとして使われていた曲のフルバージョン[13][4]。

## リパッケージアルバム

### 概要
- 1stフルアルバム『Regular-Irregular』に「Welcome To My Playground」「Simon Says」「Chain (Korean Ver.)」の3曲が追加されている。
- ウィンウィンは中国活動の準備でスケジュールの調整が不可能となり、『Regulate』の放送活動に合流していない[18]。

### ミュージックビデオ
- 2018年11月22日、タイトル曲「Simon Says」のミュージックビデオを先行公開した[19]。
感覚的な色彩が調和したミュージックビデオの中で、様々な形の仮面を着けたNCT 127のメンバーたちが、孵化するように仮面を脱ぎながら「世の中が言う通りにする、そんな馬鹿にはならないで」というメッセージを投げかけている[19]。

### チャート成績
- タイトル曲「Simon Says」は米ビルボードのワールド・デジタル・ソング・セールス・チャートで1位を獲得した[20]。歴代K-POPボーイズグループの中では最短期間で1位を記録した[20]。

## 収録曲（リパッケージアルバム）
1. 지금 우리（今 僕たち）(City 127)
2. Regular (Korean Ver.)
3. Replay (PM 01:27)
4. Welcome To My Playground [3:59]
  - 作詞 ：서지음、라디 (Ra. D)、브라더수、TAEYONG、MARK
  - 作曲 ：Johan Gustafsson、라디 (Ra. D)、브라더수
  - 編曲 ：Johan Gustafsson

遊び心満載のメロディーが美しいエレクトロポップジャンル曲[21][22]。
5. Knock On
6. 나의 모든 순간（僕の全ての瞬間）(No Longer)
7. Interlude: Regular to Irregular
8. 내 Van（僕のVan）(My Van)
9. Simon Says [3:20]
  - 作詞 ：제이큐(JQ)、DADA、Tommy $trate
  - 作曲 ：진바이진、Ronny Svendsen、Anne Judith Wik、Bobii Lewis、유영진
  - 編曲 ：진바이진、Ronny Svendsen、유영진

タイトル曲。マオリの伝統的舞踊ハカで始まるアーバンヒップホップナンバー[21]。 サイモンセッズのゲームのように、他人の期待と社会的通念に自分を合わせている現代人たちに、失われたアイデンティティを回復し、真の自我を探していこうというメッセージが込められている[19][21]。
10. 악몽（悪夢）(Come Back)
11. 신기루（蜃気楼）(Fly Away With Me)
12. Chain (Korean Ver.) [3:44]
  - 作詞 ：제이큐(JQ)、온결 (153/Joombas)、솔희 (SOHLHEE)
  - 作曲 ：250、Albin Nordqvist

日本1stミニアルバム『Chain』に収録されているタイトル曲「Chain」の韓国語版[21]。
13. Regular (English Ver.)
14. Run Back 2 U（ボーナストラック）